# Желаньинское сельское поселение
Желаньинское сельское поселение — упразднённое муниципальное образование в составе Угранского района Смоленской области России.
Административный центр — деревня Желанья.
Образовано законом от 28 декабря 2004 года. Упразднено законом от 25 мая 2017 года с включением всех входивших в его состав населённых пунктов в Знаменское сельское поселение.

## Географические данные
- Расположение: юго-восточная часть Угранского района
- Общая площадь: 143,44 км²
- Граничит:
  - на севере — с Знаменским сельским поселением
  - на северо-востоке — с Михалёвским сельским поселением
  - на востоке — с Подсосонским сельским поселением
  - на юге — с Калужской областью
  - на юго-западе — с Ключиковским сельским поселением
  - на западе — с Угранским городским поселением и Русановским сельским поселением
  - на северо-западе — с Михалёвским сельским поселением и Великопольевским сельским поселением
- По территории поселения проходит автомобильная дорога Угра —Знаменка.
- По территории поселения проходит железная дорога Вязьма —Фаянсовая и тупиковая ветка от Угры до деревни Якимцево, станций нет.
- Крупные реки: Угра, Пополта, памятник природы: озеро Бездонное.

## Население
| 2011 | 2012 | 2013 | 2014 | 2015 | 2016 | 2017 |
| ---- | ---- | ---- | ---- | ---- | ---- | ---- |
| 258  | ↘241 | ↗257 | ↘251 | →251 | ↘248 | ↗253 |

## Населённые пункты
На момент упразднения на территории поселения находилось 15 населённых пунктов:
- Деревня Желанья — административный центр
- Алексеевка, деревня
- Васильевка, деревня
- Волокочаны, деревня
- Глухово, деревня
- Горячки, деревня
- Гремячки, деревня
- Гряда, деревня
- Комбайн, деревня
- Лохово, деревня
- Малиновка, деревня
- Островки, деревня
- Полнышево, деревня
- Полуовчинки, деревня
- Свинцово, деревня

В 2010 году была упразднена деревня Вязовец, входившая в состав поселения.